# Bihus.Info
Bihus.Info — група антикорупційних та інформаційних проєктів, заснована 2013 року командою журналістів-розслідувачів на чолі з Денисом Бігусом.
До групи входять програма розслідувань «Наші гроші з Денисом Бігусом», IT-проєкти «Декларації» і «Ring», та ще низка юридичних, навчальних, IT і соціальних проєктів, а також 2 громадські організації — «ТОМ 14» і «Канцелярська Сотня».

## Історія
5 листопада 2013 року вийшов в ефір перший випуск програми «Наші гроші з Денисом Бігусом» під назвою «Корупція Табачника». Програма планувалась як відео-версія сайту економічних розслідувань «Наші гроші», проте журналісти одразу сконцентрувалась на власних темах, заснували окрему редакцію і громадську організацію «ТОМ 14».
Програма почала виходити щотижня на телеканалі ZIK та ютуб-каналі Bihus.Info.
У лютому 2014-го після втечі Януковича Денис Бігус з іншими журналістами і волонтерами взяли участь у проєкті YanukovychLeaks з відновлення документів, які намагались втопити Янукович та його оточення. Пізніше кілька учасників проєкту, — серед яких авторка розслідувань про корупційні схеми Гладковських в Укроборонпромі Леся Іванова, — приєднались до команди.
У грудні 2014-го виник проєкт «Декларації» і разом з ним громадська організація «Канцелярська Сотня», яку заснували журналіст Денис Бігус і IT-спеціаліст Дмитро Чаплинський. Головною ідеєю проєкту було оцифрувати скановані паперові декларації в електронну базу даних. Завдяки допомозі 3 тисяч волонтерів скани документів вручну перевели в електронну базу даних, що налічує (станом на 2020 рік) 25 тисяч оцифрованих декларацій.
Проєкт «Декларації» став одним з рушіїв електронного декларування, доробки проєкту — зокрема, дизайн форми — були використані у побудові державної платформи НАЗК, а співзасновник проєкту Дмитро Чаплинський виступив консультантом Світового банку з розробки державного реєстру декларацій.
З 2016 року програма «Наші гроші з Денисом Бігусом» почала виходити на Каналі 24 і каналі UA Перший (Суспільне мовлення).
2016—2019 — редакція Bihus.Info з 24 каналом реалізували ряд телепроєктів, зокрема спецпроєкт про судову реформу «Наші гроші. Досудилися», програму з перевірки обіцянок політиків «Гра слів» та програми інтерв'ю — «Он воно Як» і «Рольові ігри». Було створено кілька баз даних для допомоги журналістам: базу елітної нерухомості «Гарна Хата», базу помічників народних депутатів «Посіпаки» і помічників депутатів обласних і місцевих рад «Посіпаки-2.Мініміньйони». Ці сайти були створені розробниками «Канцелярської сотні» — однієї з двох організацій у складі Bihus.Info, що фокусувалась на роботі з відкритими даними. Пізніше активісти «Канцелярської Сотні» створили пошуковий інтегратор Ring, що об'єднав два десятка відкритих баз і реєстрів.
2016 — в команді з'явився перший юрист, а 2017-го перший юридичний проєкт — «Тисни». Юристи проєкту аналізували журналістські розслідування та повідомляли про ймовірні порушення правоохоронні та антикорупційні органи. З того часу юристи «Тисни» надають правову підтримку не лише журналістам Bihus.Info, а й журналістам-розслідувачам і активістам з різних редакцій і регіонів України.
2019 — команда запустила 8 проєктів, серед яких дві навчальні програми для молодих журналістів з різних регіонів.

## Резонансні розслідування

### Справа Семочка (2018)
1 жовтня 2018 року журналісти опублікували розслідування, де стверджували, що перший заступник голови Служби зовнішньої розвідки Сергій Семочко володіє нерухомістю на понад 200 млн грн, а його сім'я має російське громадянство. Внаслідок розслідування, у жовтні НАБУ відкрило провадження стосовно незаконного збагачення посадовця, а СБУ почала перевірку за статтею «державна зрада».
У грудні 2018 року контррозвідка СБУ підтвердила російське громадянство у дружини та дочки Семочка.
У квітні 2019 року, напередодні другого туру президентських виборів, Семочка обговорювали на рівні президента Порошенка, і незабаром його було звільнено.
У жовтні 2020 року Голосіївський суд Києва закрив справу проти Семочка, назвавши дані розслідування недостовірними, а журналістів зобов'язав спростувати звинувачення. Також було заарештувано рахунки проєкту bihus.info і його журналістів з метою стягнення майже 65 тис. грн відшкодувань та покриття судових витрат. Оскільки арешт відбувся ще до набрання рішення суду законної сили, редакція Bihus.info вважає дії суду тиском на ЗМІ.

### Цикл «Армія. Друзі. Бабки» (2019)
25 лютого 2019 року вийшла в ефір перша серія циклу розслідувань «Армія. Друзі. Бабки» авторства Лесі Іванової про зв'язок сина тодішнього заступника голови РНБО Олега Гладковського з корупційними схемами в оборонній сфері. Розслідування включало в себе «злиті» журналістам копії листувань фігурантів — Ігоря Гладковського та його партнерів — Віталія Жукова і Андрія Рогози. Судячи з цих копій, фігуранти схеми продавали українській армії контрабандні деталі з Росії та списані деталі зі українських заводів за завищеними в 2—4 рази цінами, проводячи операції через фіктивні компанії.
За підрахунками журналістів, учасники схеми отримали від держави понад 250 мільйонів гривень.
Наявність переписок і відповідних проваджень у правоохоронців згодом підтвердили Генпрокурор Юрій Луценко, а також представники Національного антикорупційного бюро. Упродовж наступних 2-х тижнів вийшли ще 2 випуски, що викрили роль в оборудках з постачанням військової техніки очільника державного концерну Укроборонпром Павла Букіна, а також фактичну бездіяльність правоохоронних органів, які, за даними журналістів, знали про оборудки.
У листуваннях Гладковського і партнерів фігурували ДФС, Нацполіція, СБУ, прокуратура та НАБУ, а організатори схеми неодноразово згадували про хабарі для посадовців.
Після оприлюднення першої частини журналістського розслідування, 26 лютого, збирається комітет Верховної ради України з питань запобігання і протидії корупції. На нього запрошені представники Служби безпеки України, ДК «Укроборонпром», Державного бюро розслідувань, Національного антикорупційного бюро України і Спеціалізованої антикорупційної прокуратури.
Того ж дня генеральний прокурор України Юрій Луценко виступив із заявою, що оприлюднена журналістами інформація — з матеріалів справи, в якій ГПУ уже «на фінішній прямій». Пізніше Генпрокуратура відзвітувала про підозри двом фігурантам оборонного скандалу, чиї дії були кваліфіковані як ухилення від сплати податків (ч. 3 ст. 212 КК України) на суму в 26,6 млн грн.
Керівник САП зазначив, що на підставі розслідування Bihus.Info одразу після першої серії відкрито кримінальне провадження.
У Національному антикорупційному бюро заявили, що вже займалися деякими фактами корупції в оборонній сфері, які пролунали в журналістському розслідуванні, однак пізніше повідомили, що після аналізу нової серії розслідування зареєстрували ще одне кримінальне провадження за кваліфікацією ч. 5 ст. 191 КК України.
4 березня Президент Порошенко підписав указ про звільнення Гладковського з посади першого заступника секретаря РНБО.
Згодом у концерні Укроборонпром повідомили, що директор ДП «Харківське конструкторське бюро з машинобудування ім. Морозова» Олексій Бабіч і директор ДП «Ізюмський приладобудівний завод» Сергій Філоненко були відсторонені від посад, оскільки судячи з опублікованих журналістами переписок отримували хабарі.
Після виходу фінального епізоду Державне бюро розслідувань відкрило провадження щодо можливого отримання чиновниками ГПУ, СБУ, ДФС та НАБУ хабарів за непроведення досудового розслідування й непритягнення до відповідальності осіб, причетних до корупції в оборонній сфері.
Згодом стало відомо, що прокуратура передала в НАБУ частину листувань учасників оборонної афери Гладковського-Жукова-Рогози ще навесні 2017 року. У червні 2019 року ДБР, ГПУ і САП повідомили про три підозри, одну з яких отримав екс-детектив НАБУ. У липні 2019 року Леся Іванова з'ясувала, що НАБУ відсудило в прокуратури доступ до телефонів фігурантів оборонного скандалу, але так і не прийшло по них.
29 квітня 2020 року НАБУ і САП повідомили про підозру чотирьом особам, які фактично керували роботою компанії-постачальниці запчастин для «Укроборонпрому», що фігурувала в розслідуванні. За даними журналістів, серед них — партнери Гладковського — Віталій Жуков і Андрій Рогоза. На розслідування відреагували не лише в Україні, а й за кордоном.
«Коли таке відбувається, одразу думаєш про сотні мільйонів доларів, які ми всі надаємо, про те, що сотні американських і канадських військових допомагають тренувати українських солдат. Дуже складно це підтримувати», — зазначив екскомандуючий сухопутних військ США в Європі генерал-лейтенант Бен Годжес.
3 липня 2020 року Подільський суд Києва визнав недостовірним журналістське розслідування Bihus.Info про можливе розкрадання в оборонній сфері. Суд зобов'язав учасників «розслідування» спростувати інформацію про ймовірні розкрадання в Укроборонпромі.
У грудні 2020 року Київський апеляційний суд скасував рішення першої інстанції і відмовив Ігорю Гладковському в повному обсязі.

### «Велюровий» карантин Тищенка (2020)
У квітні 2020 року, під час пандемії коронавірусу по всьому світу і жорсткого карантину, що забороняв ресторанам і кафе в Україні приймати відвідувачів, журналісти Bihus.Info зафіксували, як до ресторану народного депутата Миколи Тищенка щодня навідуються десятки гостей. Серед них — інші народні депутати, бізнесмени, менеджери великих компаній і екс-посадовці. Сам Микола Тищенко спочатку відкидав, що є власником ресторану. А потім заявив, що заклад не працює, а всі візити були особистими зустрічами.
До цього скандалу, у ЗМІ неодноразово називали Тищенка кандидатом у мери Києва від партії «Слуга Народу», а сам народний депутат говорив про розробку «стратегії розвитку Києва». Проте після публікації розслідування заступник голови Офісу президента Кирило Тимошенко заявив, що Тищенко скоріше за все не буде балотуватись у мери від «Слуги Народу».
На позачерговому засіданні Кабміну міністр МВС Арсен Аваков заявив, що поліція закрила ресторан «Велюр», а також провела ряд перевірки в інших закладах. Сюжет набрав понад мільйон переглядів на ютубі протягом тижня, а назва ресторану «Велюр» увійшла у побут киян як синонім нахабства і безкарності.

### Схеми з оціночними майданчиками (2018)
У серпні 2018 року журналісти опублікували розслідування про схему викачування фірмами-«прокладками» грошей при оформленні оцінки та продажу нерухомості. За даними журналістів, спеціалістів з оцінки майна змусили здавати звіти до Фонду держмайна за допомогою сайтів-посередників. Фірми, що здійснювали оцінку, мали оплачувати доступ до цього реєстру трьом фірмам-прокладкам, пов'язаним між собою і з народним депутатом Антоном Яценком (група За майбутнє). Фірми, що здійснювали оцінку, включили цю націнку до вартості послуг. Пізніше до схеми додали ще одну фірму. Щоденно ці оператори викачували близько 1 млн грн.
Після цього розслідування Антимонопольний комітет України розпочав перевірку законності дій Фонду держмайна щодо закриття доступу до реєстру оцінки майна та згодом оштрафував 4 фірми на 14 млн грн. У грудні 2019 року Верховна Рада проголосувала у другому читанні та в цілому за законопроєкт 2047-Д, що передбачає ліквідацію корупційної схеми у сфері реєстрації інформації зі звітів про оцінку об'єктів нерухомості відомої як «майданчики Яценка».

### Обмін квартир між Укрбудом і Нацгвардією (2017)
Наприкінці 2017 року журналісти Bihus.Info виявили, що Національна гвардія України і підконтрольна колишньому народному депутату Максиму Микитасю фірма «Укрбуд Девелопмент» реалізували квартирний обмін. Замість квартир і паркомісць у центрі Києва, де нацгвардійцями була виділена земля під будівництво багатоповерхівки, забудовник «Укрбуд Девеломпент» віддав військовим помешкання на околиці.
В Угоді із забудовником «Укрбуд Девелопмент» від 2015 року йшлося про 50 квартир та 30 паркомісць у ЖК «Аристократ» (Печерськ), передбачених для нацгвардійців у центрі Києва. Але восени 2016-го командувач Національної гвардії Юрій Аллеров підписав додаткову угоду, за якою його відомство фактично відмовляється від квартир і машиномісць на Печерську, натомість отримує 65 квартир у ЖК «Оберіг» на вулиці Бориспільській, 21-45.
За місяць після цього сюжету, Національне антикорупційне бюро відкрило кримінальне провадження.
Вартість цих квартир, як встановила проведена у межах досудового розслідування експертиза, виявилась на 81 635 448 грн меншою за ту, в яку оцінені квартири, що мала отримати Нацгвардія на старті домовленостей.
У травні 2019 року про підозру у вчиненні злочину повідомлено екскомандувачу Нацгвардії, гендиректору компанії-забудовниці та оцінювачу. У липні коло підозрюваних поповнилося виконавчим директором згаданої компанії.
2 жовтня 2019-го підозру отримав і сам екснардеп Максим Микитась. У квітні 2020 року Вищий антикорупційний суд стягнув у дохід держави 80 млн грн застави, яка була внесена колишнім народним депутатом і експрезидентом «Укрбуду» Максимом Микитасем через порушення зобов'язань, покладених на Микитася судом.
Згодом Спеціалізована антикорупційна прокуратура заявила про оскарження рішення Вищого антикорупційного суду, який відмовився арештувати екснардепа Максима Микитася. Це сталося після того, як Микитасьне вніс 100 мільйонів гривень застави, щоб уникнути арешту.
4 травня 2020 року Національне антикорупційне бюро повідомило про нові підозри, оголошені екснардепу і колишньому голові «Укрбуду» Максиму Микитасю, екскомандувачу Нацгвардії Юрію Аллерову, а також ще шести фігурантам з числа посадових осіб компанії-забудовника.

### Плівки Медведчука
У травні-червні 2021 року було опубліковано серію з чотирьох ведіорозслідувань «Плівки Медведчука», які ставили на меті перевірку стосунків проросійського олігарха й кума Путіна Медведчука із Порошенком, Путіним чи проросійськими бойовиками. Журналісти написали, що отримали з неназваних джерел записи телефонних розмов Медведчука за 2014—2018 роки, які вона проаналізували. Сам Медведчук жодним чином не відреагував на дане розслідування.
У записах людина із голосом, який журналісти назвали голосом Медведчука, веде переговори з російськими і проросійськими діячами про важливі суспільно-політичні питання України. Згаданий у описі записів тодішній президент Порошенко у жодному з записів не фігурує, однак Медведчук на нього регулярно посилається в своїх розмовах.

### Буданов в будинку організатора конвертцентрів
У грудні 2021 року Bihus.Info і «Слідство. Інфо» повідомили, що Кирило Буданов проживає разом із заступником міністра внутрішніх справ Олександром Гогілашвілі в будинку В'ячеслава Стрелковського (має паспорт РФ і нерухомість в окупованому Криму), якого в ЗМІ називають організатором низки великих конвертаційних центрів на мільярди гривень.

## Проєкти і програми
Bihus.Info — це група антикорупційних та інформаційних проєктів, що включає кілька напрямків:

### Журналістські проєкти
1. «Наші гроші з Денисом Бігусом» — програма журналістських розслідувань, що викриває корупційні схеми українських чиновників. Виходить в ефір щотижня на ютуб-каналі Bihus.Info, на 24 каналі та каналі UA:Перший, і є редакційно незалежною від каналів, на яких транслюється. Головна ідея програми — викриття корупційних схем посадовців, прихованих економічних інтересів, невідповідності задекларованих та реальних статків.
2. Програма інтерв'ю «Он воно як» — спільний проєкт Bihus.Info і 24 Каналу[62]. Інтерв'ю з міністрами і політиками, чиновниками і суддями, блогерами і реформаторами, активістами і фігурантами розслідувань. Ведучі проєкту — Аліса Юрченко та Денис Бігус. Загалом у 2019-му вийшло в ефір 44 випуски програми, серед гостей були міністр юстиції Денис Малюська[63], фігурант розслідування про схеми в оборонці з Євгеном Шевченком[64], очільником митниці Максом Нефьодовим[65], заступницею міністра МЗС Ланою Зеркаль[66].
3. «Рольові ігри» — програма інтерв'ю Данила Мокрика, яка виходила в ефір у 2019-му на Bihus.Info та каналі 24. На відміну від «Он воно Як», в фокусі програми були не теми, а особистості. Серед гостей програми — перший президент України Леонід Кравчук і мер Києва Віталій Кличко[67].
4. Аналітичний проєкт «Гра слів» — був створений у партнерстві з 24 Каналом і фактчекінговим проєктом VoxCheck. Виходив в ефір у 2017—2018 рр. У рамках проєкту експерти-фактчекери перевіряли обрані журналістами висловлювання політиків і відокремлювали брехню та маніпуляції від правди. Редакторка і ведуча — Аліса Юрченко.
5. «Наші гроші. Досудилися» — програма про суддів і судову реформу, що вийшла в ефір разом зі стартом судової реформи у вересні 2016-го. За півроку «Наші гроші. Досудилися» опублікували 26 випусків, чимало з яких мали вплив на подальшу кар'єру старих суддівських кадрів. Ведуча — Аліса Юрченко.

### IT-проєкти і бази даних
1. Декларації — найбільша база декларацій українських чиновників з адаптованим пошуком та аналітикою. Проєкт «Декларації» виник у 2014 році з початком люстрації, а в 2016-му проєкт виступив одним з рушіїв започаткування державного електронного декларування, доробки проєкту — зокрема, дизайн форми — були використані у побудові державної платформи, а співзасновник проєкту Дмитро Чаплинський виступив консультантом Світового банку зі створення платформи[68]. Громадський проєкт declarations.com.ua включає і дані державного реєстру, і 25 тисяч оцифрованих паперових декларацій за попередні роки, а також спеціальний інструментарій для роботи з ними. З 2017-го сайт «Декларацій» переважає офіційний реєстр НАЗК за кількістю відвідувачів і даних, і є найбільшою в Україні базою декларацій чиновників за 2010—2016 роки, з масивом у кількадесят тисяч декларацій, оцифрованих з паперових носіїв[69]. У 2017-му проєкт нагороджений премією Open Data Award за найкраще використання відкритих даних у журналістиці[70].
2. Ring — пошукова система, що об'єднує два десятки відкритих реєстрів і баз даних. Серед них декларації, Єдиний державний реєстр юридичних осіб, бази звітів акціонерних товариств СМІДА і ліцензій ДАБІ, дані з Британського реєстру компаній та інші.
3. Посіпаки — відкрита база даних помічників народних депутатів Верховної Ради України, створена IT-командою Bihus.Info (ГО «Канцелярська сотня») з інформації агенції журналістських розслідувань «Слідство.Інфо». Містить офіційну інформацію, надану ВРУ на запити журналістів щодо помічників народних депутатів України за 4—8 скликань — усього 75465 працівників.
4. Посіпаки-2. Мініміньйони — відкрита база помічників депутатів обласних рад та міських рад обласних центрів, створена активістами ГО «Канцелярська сотня» (Bihus.Info). На сайті Посіпаки-2 міститься інформація про 13833 помічників 5174 депутатів обласних і місцевих рад.
5. Гарна Хата — база елітної нерухомості, що містить понад 50 тисяч адрес у дорогих котеджних містечках та ЖК. Проєкт «ГарнаХата» стартував одночасно з відкриттям Мінюстом офіційного реєстру нерухомості.

### Юридичні проєкти
1. Тисни — юридична ініціатива Bihus.Info, спрямована на підтримку роботи журналістів після виходу розслідувань, моніторинг карних справ, відкритих «за мотивами» викриттів, а також підвищення юридичної обізнаності активістів у регіонах. З 2017 по 2019 рік юристи проєкту зберегли від розпилу на тендерах понад 100 млн бюджетних коштів[71][72].
2. Свої Люди — онлайн-платформа, що об'єднує юристів з різних регіонів України, які готові допомагати журналістам і активістам. Платформа працює за принципом: журналісти і активісти отримують кваліфіковану юридичну підтримку на місцях — від консультацій до супроводу в судах, а роботу юристів оплачує проєкт[73].

### Навчальні програми
1. Лабораторія викриттів — програма для журналістів з регіонів, під час якої інтерни впродовж 9 місяців працюють над розслідуваннями під кураторством, з інформаційною, менторською та редакторською підтримкою Bihus.Info[74].
2. Нові розслідувачі — спільний проєкт для молодих журналістів, що передбачає 4-місячне стажування в редакції Bihus.Info. Реалізований спільно з Інститутом Розвитку Регіональної Преси.

### Аналітичні проєкти
1. FactЧек — спільний проєкт з OCCRP. Ідея проєкту — перевірка заяв політиків і чиновників на відповідність фактам. Формат — текстовий аналіз висловлювань, дописів чи заяв посадовців.
2. Народне НАЗК — розслідувально-аналітичний проєкт, в рамках якого були перевірені декларації близько 1000 топ-чиновників. Запущений після старту е-декларування проєкт, в ході якого журналісти перевірили в десятки разів більше декларацій, ніж Національне агентство з питань запобігання корупції.
3. Декларації (аналітичний блок) — в рамках проєкту «Декларації» було створено аналітичний модуль. Журналісти перевіряли відповідність реальних і задекларованих статків чиновників і повідомляли про ймовірні порушення новостворене Національне Агентство з питань запобігання корупції.

### Соціальні проєкти
1. Котики — перша суспільно-корисна онлайн-платформа, де можна обміняти час на благодійність. Принцип роботи платформи: за виконання простих завдань (наприклад, розшифровка декларацій чиновників, чи декларацій родинних зв'язків суддів) учасники отримують ігрову валюту -  «котиків», а потім можуть обрати на платформі одну із зареєстрованих благодійних організацій та відправити їй зароблених «котиків» у вигляді гривень. 1 котик — 1 гривня, а конвертація відбувається за рахунок замовника завдання.
2. Геометрія Л — відеопроєкт про людей і стереотипи. У кожному випуску команда Bihus.Info збирає людей з певної соціальної групи та дає їм ряд стереотипних тверджень, щоб з'ясувати «А як насправді». Проєкт стартував у 2019 році, а з 2020-го виходить на новому ютуб-каналі Bihus.Info — ВсюдиЛюди. Серед учасників «Геометрії Л» — лікарі, екоактивісти, феміністки, представники ЛГБТ, жертви домашнього насильства та багато інших цікавих груп.

## Досягнення і нагороди

### 2019
- «Репортери без кордонів» — Bihus.Info (фіналіст)[75]
- One World Media Awards 2019[en] — Bihus.Info (фіналіст)[76]
- Freedom of Expression Awards 2019 — Bihus.Info (фіналіст)[77]
- Премія KyivPost «Top 30 Under 30» — Леся Іванова[78]
- Премія ім. Василя Сергієнка — Данило Мокрик (розслідування «Прокурори Майдану»)[79]
- Конкурсі журналістських робіт «Суд людською мовою» — Данило Мокрик (розслідування «Прокурори Майдану»)[80]
- MezhyhiryaFest 2019 — Леся Іванова  (сюжет «Друзі Президента крадуть на оборонці»)[81]
- ТОП-100 найкращих соціальних проєктів України — платформа «Котики»[82]

#### «Честь професії»2019
Переможці в номінаціях:
- «Найкраще подання складної теми» — Марина Ансіфорова («Штаб-квартира судді Артура»)
- «Найкраще подання резонансного матеріалу» — Леся Іванова («Розвідкою по нирках» про розвідника Семочка)
- «Надія журналістики» — Антон Столяров («Гніздечко від орла»)

### 2018
- Честь професії 2018, номінація «Найкраще подання резонансного матеріалу» — Леся Іванова (розслідування «Бронедрузі»)[84]
- Найкраще розслідування у національному телевізійному медіа та Краще розслідування у національному друкованому або онлайн-медіа — Мар'яна Мотрунич (Розслідування «Фінанси Партій»)

### 2017
- Young Journalist Award від Thomson Foundation — Мар'яна Мотрунич[85].
- Free Press Awards 2017 в номінації «Newcomer of the year» — Марина Ансіфорова з серією матеріалів по судовій реформі[86].
- Democracy Award-2017 — Денис Бігус за визначний внесок у боротьбу з корупцією[87][88].
- Головна премія на Національному конкурсі журналістських розслідувань — Аліса Юрченко з матеріалом «Парламентські хакери на війні з е-декларуванням»[89].
- «Честь професії 2017» — «Найкращий матеріал з громадянською позицією» — Надія Бурдєй з розслідуванням «Голі у вогні»[90].

### 2016
- «Найкращий спецрепортаж» на Національна щорічна премія журналістських розслідувань та спеціальних репортажів (від видань «Українська правда» та Kyiv Post) — Аліса Юрченко з матеріалом «За парканом мільярдера. Ранчо очільника Держекспортконтролю»

#### «Честь професії»2016
- Аліса Юрченко — фіналіст у номінації «Найкраще журналістське розслідування» з матеріалом «Феєрична оборудка Мінфіну та НБУ із банком-банкрутом Пшонки»[91].
- Аліна Стрижак і Денис Бігус — фіналісти в номінації «Найкраще журналістське розслідування» зі спільною роботою «Життя міліцейської еліти»[91][92].

### 2015
- Честь професії 2015 — «Найкраще розслідування» — Аліса Юрченко, «Продаж армійських автоматів»[93][94].
- Конкурс «Найкраще антикорупційне журналістське розслідування» ІРРП (3 місце, Аліна Стрижак, «Мисливські угіддя Калєтників»)[95].
- Конкурс «Контроль над тютюном» Телекритика, ІМІ (4-те місце, Надія Бурдєй, «Українці платять за цигарки збройному барону»)
- Національний конкурс журналістських розслідувань від Української правди (спеціальна відзнака, Аліна Стрижак, «Улюблений заступник Яреми — Анатолій Даниленко»)
- CEI SEEMO Award for Outstanding Merits in Investigative Journalism, CEI SEEMO (відзнака за досягнення та дотримання стандартів, Надія Бурдєй з матеріалом «Заступник міністра МВС Сергій Чеботар: грабіж, забудови, бізнес»)

### 2014
- Честь професії 2014, номінація «Найкраще розслідування» — «Версаль Юрія Іванющенка», Денис Бігус, Аліна Стрижак[96].
- «Фаворит телепреси — 2014» (Телекритика, друге місце, Денис Бігус)

## Вплив на культуру
- Після виходу сюжету про корупцію в оборонці художники Дарина Марченко і Даніель Грін створили портрет Порошенка з обгорток цукерок Рошен і снарядів. Для створення колажу їм знадобилося 20 кг шоколадних цукерок і корпуси від куль, зібраних на Донбасі[97].
- Після виходу розслідування про нардепа Олександра Дубінського, в інтернеті став популярним мем «Мама любить швидкість» (рос. мама любит скорость). Розслідування про роботу ресторану «Велюр» нардепа Тищенка також викликало появу багатьох мемів та жартів[98][99].